# T-shirt

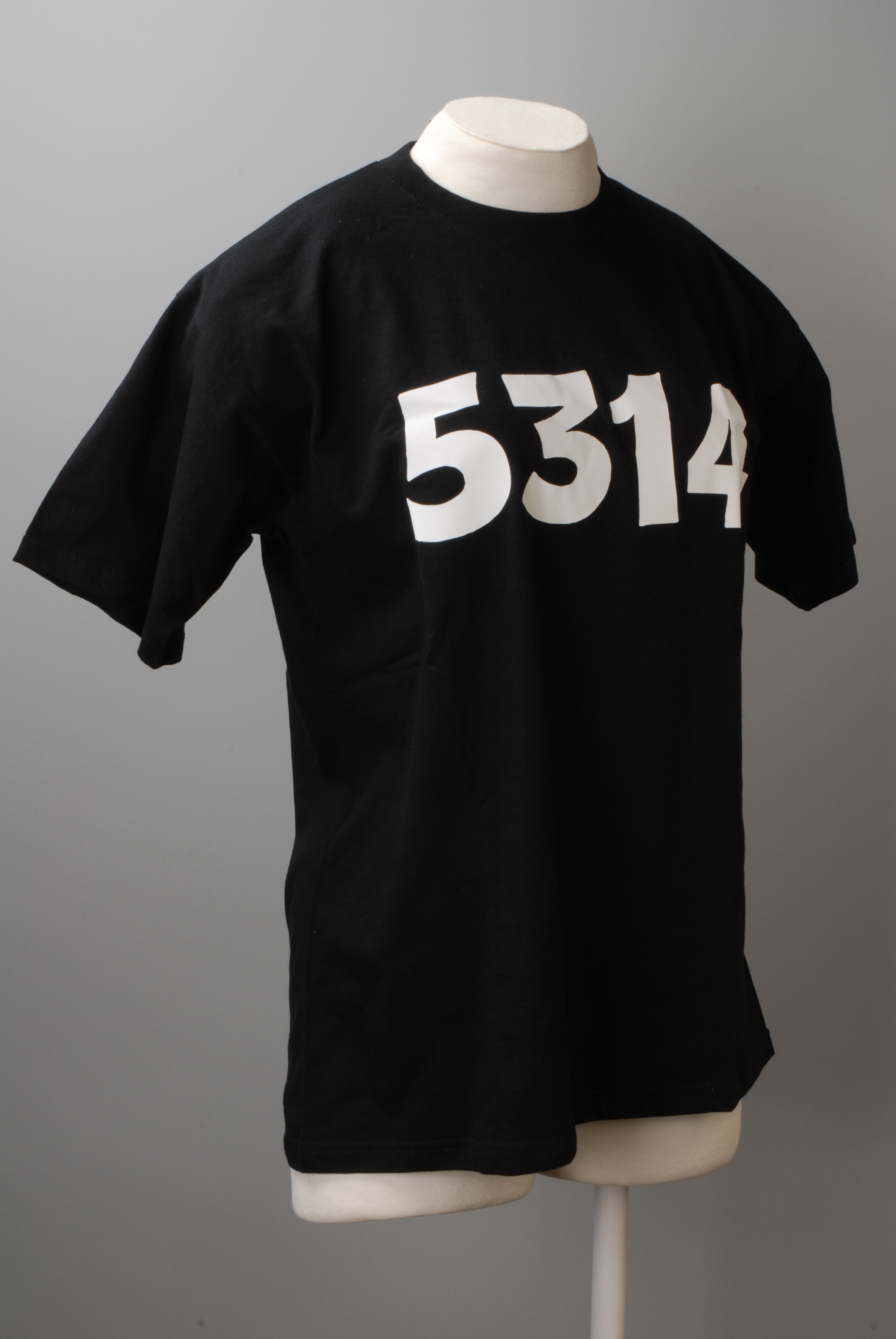
T-shirt

T-shirt – bawełniana dzianinowa koszulka mająca krótkie rękawy. Nazwa pochodzi z angielskiego i oznacza "koszula (w kształcie litery) T"